# Aung San
Bogyoke Aung San (birmanês: ဗိုလ်ချုပ် အောင်ဆန်း; 13 de fevereiro de 1915 – Yangon, 19 de julho de 1947) foi um estadista, nacionalista, revolucionário e político birmanês fundador do Tatmadaw (Forças Armadas de Myanmar) e considerado o "Pai da Nação" da moderna Myanmar, onde serviu como Primeiro-Ministro de 1946 a 1947.

## Biografia
Foi responsável por reaver a independência da Birmânia, que estava sob o domínio Britânico, mas foi assassinado seis meses antes de recuperar a soberania da nação. Apesar disso, é reconhecido como o principal arquiteto da independência do país, sendo amplamente admirado pelo povo birmanês mesmo após sua morte. Ele também é pai de Aung San Suu Kyi e fundou milícias inspiradas no fascismo japonês em 1942.
Durante o período da ocupação japonesa da Birmânia, Aung San foi treinado pelo exército invasor e integrou as forças da Minami Kikan.
Sua filha, Aung San Suu Kyi, foi laureada com o Nobel da Paz em 1991 devido a sua "luta pacífica pela democracia e direitos humanos". Atuava como política, ocupando o cargo de Conselheira de Estado de Myanmar, sendo deposta num golpe militar no dia 1° de fevereiro de 2021.